# Dawn Fraser
Dawn Lorraine Fraser (Sydney, 4. rujna 1937.) je bivša australska  plivačica.
Višestruka je olimpijska pobjednica u plivanju, a 1965. godine primljena je u Kuću slavnih vodenih sportova.
U utrci na 100 m slobodnim stilom uspjela je pobijediti na tri OI zaredom (1952., 1956. i 1960.)